# Tofol

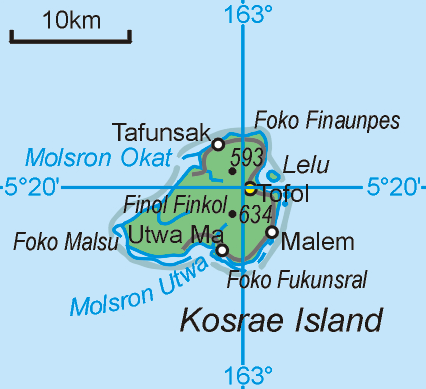
Map of Kosrae State. Tofol é mostrado a amarelo

Tofol é  capital do  estado de Kosrae nos  Estados Federados da Micronésia.

## Localização
Tofol fica no município de  Lelu, situado no sudoeste da ilha de Lelu